# Sidi Ahmed
Sidi Ahmed (arabiska: سيدي أحمد) är en ort i Marocko, som i folkräkningen räknas som stad i landskommunen El Gantour. Den ligger i provinsen Youssoufia och regionen Marrakech-Safi, 250 km sydväst om huvudstaden Rabat. Antalet invånare var 7 126 vid folkräkningen 2014.